# Wereldkampioenschap voetbal 1982 (Groep 2) West-Duitsland - Spanje
Het duel tussen West-Duitsland en Spanje was voor het gastland de eerste wedstrijd uit de tweede ronde bij het WK voetbal 1982 in Spanje. Het duel uit groep 2 werd gespeeld op vrijdag 2 juli 1982 (aanvangstijdstip 21:00 uur lokale tijd) in het Estadio Santiago Bernabéu in Madrid. West-Duitsland had drie dagen eerder met 0-0 gelijkgespeeld tegen Engeland.
Het was de twaalfde ontmoeting ooit tussen beide landen, die elkaar voor het laatst hadden getroffen op 22 mei 1976 in een EK-kwalificatiewedstrijd in het Olympiastadion van München. West-Duitsland won dat duel destijds met 2-0 door doelpunten van Uli Hoeneß en Klaus Toppmöller.
Het WK-duel in Spanje, bijgewoond door ruim 90.000 toeschouwers, stond onder leiding van scheidsrechter Paolo Casarin uit Italië, die werd geassisteerd door lijnrechters Franz Wöhrer (Oostenrijk) en Károly Palotai (Hongarije). De wedstrijd tussen de twee Europese voetbalgrootmachten eindigde in een 2-1-overwinning voor West-Duitsland, dat daardoor zo goed als zeker was van een plaats in de halve finales.

## Wedstrijdgegevens
| West-Duitsland | 2 – 1        | Spanje |
| Pierre Littbarski 60' Klaus Fischer 75' | goals        | 82' Jesús Zamora |
| Jupp Derwall | bondscoach   | José Santamaría |
| |              | |
| Toni Schumacher Manfred Kaltz Karlheinz Förster Uli Stielike Hans-Peter Briegel Wolfgang Dremmler Paul Breitner Bernd Förster Pierre Littbarski Klaus Fischer Karl-Heinz Rummenigge 46' | opstellingen | Luis Arconada José Antonio Camacho Rafael Gordillo Miguel Ángel Alonso Miguel Tendillo José Ramón Alexanco Jesús Zamora Santiago Urquiaga 46' Juanito Santillana 65' Quini |
| Uwe Reinders 46' | wissels      | 46' Roberto López Ufarte 65' José Vicente Sánchez |
| |              | |
| Klaus Fischer 11' Hans-Peter Briegel 84' | gele kaarten | 9' José Ramón Alexanco 83' José Antonio Camacho 84' José Vicente Sánchez                                                                                                   |
| | rode kaarten | |

## Overzicht van wedstrijden
| Eerste ronde | | |
| Groep A | Groep B | Groep C |
| Italië – Polen Kameroen – Peru Italië – Peru Kameroen – Polen Polen – Peru Italië – Kameroen                                                       | West-Duitsland – Algerije Chili – Oostenrijk West-Duitsland – Chili Oostenrijk – Algerije Algerije – Chili West-Duitsland – Oostenrijk    | Argentinië – België Hongarije – El Salvador Argentinië – Hongarije België – El Salvador België – Hongarije Argentinië – El Salvador                |
| Groep D | Groep E | Groep F |
| Engeland – Frankrijk Tsjecho-Slowakije – Koeweit Engeland – Tsjecho-Slowakije Frankrijk – Koeweit Frankrijk – Tsjecho-Slowakije Engeland – Koeweit | Spanje – Honduras Joegoslavië – Noord-Ierland Spanje – Joegoslavië Honduras – Noord-Ierland Honduras – Joegoslavië Spanje – Noord-Ierland | Brazilië – Sovjet-Unie Schotland – Nieuw-Zeeland Brazilië – Schotland Sovjet-Unie – Nieuw-Zeeland Sovjet-Unie – Schotland Brazilië – Nieuw-Zeeland |

| Tweede ronde                                            |                                                                     |                                                             |                                                                             |
| Groep 1                                                 | Groep 2                                                             | Groep 3                                                     | Groep 4                                                                     |
| België – Polen België – Sovjet-Unie Polen – Sovjet-Unie | Engeland – West-Duitsland West-Duitsland – Spanje Engeland – Spanje | Italië – Argentinië Brazilië – Argentinië Italië – Brazilië | Frankrijk – Oostenrijk Oostenrijk – Noord-Ierland Noord-Ierland – Frankrijk |
| Halve finales                                           |                                                                     |                                                             |                                                                             |
| Polen – Italië                                          | Polen – Italië                                                      | West-Duitsland – Frankrijk                                  | West-Duitsland – Frankrijk                                                  |
| Troostfinale                                            |                                                                     |                                                             |                                                                             |
| Frankrijk – Polen                                       |                                                                     |                                                             |                                                                             |
| Finale                                                  |                                                                     |                                                             |                                                                             |
| Italië – West-Duitsland                                 |                                                                     |                                                             |                                                                             |